# Saitis catulus
Saitis catulus là một loài nhện trong họ Salticidae.
Loài này thuộc chi Saitis. Saitis catulus được Eugène Simon miêu tả năm 1901.